# 乾元 (日本)
乾元（）は、日本の元号の一つ。正安の後、嘉元の前。1302年から1303年までの期間を指す。この時代の天皇は後二条天皇。鎌倉幕府将軍は久明親王、執権は北条師時。

## 改元
- 正安4年11月21日（ユリウス暦1302年12月10日）：後二条天皇の即位により改元。
- 乾元2年8月5日（ユリウス暦1303年9月16日）：嘉元に改元。

## 西暦との対照表
※は小の月を示す。
| 乾元元年（壬寅） | 一月      | 二月※ | 三月 | 四月※ | 五月    | 六月※ | 七月※ | 八月※ | 九月 | 十月※ | 十一月 | 十二月 |          |
| ---------------- | --------- | ----- | ---- | ----- | ------- | ----- | ----- | ----- | ---- | ----- | ------ | ------ | -------- |
| ユリウス暦       | 1302/1/30 | 3/1   | 3/30 | 4/29  | 5/28    | 6/27  | 7/26  | 8/24  | 9/22 | 10/22 | 11/20  | 12/20  |          |
| 乾元二年（癸卯） | 一月      | 二月※ | 三月 | 四月  | 閏四月※ | 五月※ | 六月  | 七月※ | 八月 | 九月※ | 十月※  | 十一月 | 十二月   |
| ユリウス暦       | 1303/1/19 | 2/18  | 3/19 | 4/18  | 5/18    | 6/16  | 7/15  | 8/14  | 9/12 | 10/12 | 11/10  | 12/9   | 1304/1/8 |